# Jean de Dinteville
Jean de Dinteville (1504 – 1555) è stato un diplomatico francese.

## Biografia
Fu ambasciatore del Regno di Francia in Inghilterra sotto il re Francesco I. Egli fu rappresentato in un dipinto di Hans Holbein il Giovane del 1533, dal titolo Gli Ambasciatori, realizzato nel periodo in cui era ambasciatore a Londra e che fu, presumibilmente, da lui commissionato al pittore fiammingo. Il motto di Dinteville era Memento mori, ("Ricordati che devi morire.")